# Светско првенство у атлетици у дворани 2022 — 400 метара за мушкарце
Такмичење у трчању на 400 метара у мушкој конкуренцији на 18. Светском првенству у атлетици у дворани 2022. одржано је 18. и 19. марта у Београдској арени (из спонзорских разлога позната и као Штарк арена, раније Комбанк арена) у Београду (Србија).
Титулу светског првака освојену на Бирмингему 2018. бранио је Павел Маслак из Чешке.

## Земље учеснице
Учествовало је 25 такмичара из 22 земаља.
| 1. Америчка Девичанска Острва (1) 2. Андора (1) 3. Аустралија (1) 4. Белгија (1) 5. Бразил (1) 6. Данска (1) 7. Јамајка (1) | 1. Јужноафричка Република (1) 2. Казахстан (1) 3. Комори (1) 4. Република Македонија (1) 5. Немачка (1) 6. Норвешка (1) 7. Пољска (1) | 1. Саудијска Арабија (1) 2. САД (2) 3. Србија (1) 4. Тринидад и Тобаго (1) 5. Холандија (1) 6. Чешка (2) 7. Шведска (1) 8. Шпанија (2) |

## Освајачи медаља
| Освајачи медаља   |              |                |  |  |  |  |
|                   |              |                |  |  |  |  |
|                   |              |                |  |  |  |  |
|                   |              |                |  |  |  |  |
| Џерим Ричардс     | Тревор Басит | Карл Бергстром |  |  |  |  |
| Тринидад и Тобаго | САД          | Шведска        |  |  |  |  |

## Рекорди пре почетка Светског првенства 2022.
Рекорди у трци на 400 метара за мушкарце пре почетка светског првенства 18. марта 2022. године:
| Рекорди пре почетка Светског првенства 2022. | Рекорди пре почетка Светског првенства 2022. | Рекорди пре почетка Светског првенства 2022. | Рекорди пре почетка Светског првенства 2022. | Рекорди пре почетка Светског првенства 2022. | Рекорди пре почетка Светског првенства 2022. |
| -------------------------------------------- | -------------------------------------------- | -------------------------------------------- | -------------------------------------------- | -------------------------------------------- | -------------------------------------------- |
| Светски рекорд                               | Мајкл Норман                                 | Сједињене Државе                             | 44,52                                        | Колеџ Стејшон, САД                           | 10. март 2018.                               |
| Рекорд светских првенстава                   | Нери Бринс                                   | Костарика                                    | 45,11                                        | Истанбул, Турска                             | 10. март 2012.                               |
| Најбољи резултат сезоне                      | Рендолф Рос                                  | Сједињене Државе                             | 44,62                                        | Бермингхам, САД                              | 12. март 2022.                               |
| Афрички рекорд                               | Санди Бада                                   | Нигерија                                     | 45,51                                        | Париз, Француска                             | 9. март 1997.                                |
| Азијски рекорд                               | Абделилах Харун                              | Катар                                        | 45,39                                        | Стокхолм, Шведска                            | 19. фебруар 2015.                            |
| Северноамерички рекорд                       | Мајкл Норман                                 | Сједињене Државе                             | 44,52                                        | Колеџ Стејшон, САД                           | 10. март 2018.                               |
| Јужноамерички рекорд                         | Jhon Alejandro Perlaza                       | Колумбија                                    | 46,07                                        | Бермингхам, САД                              | 9. март 2019.                                |
| Европски рекорд                              | Томас Шенлебе                                | Источна Немачка                              | 45,05                                        | Зинделфинген, Западна Немачка                | 5. фебруар 1988.                             |
| Океанијски рекорд                            | Стивен Соломон                               | Аустралија                                   | 45,44                                        | Бирмингем, Уједињено Краљевство              | 23. фебруар 2018.                            |

### Најбољи резултати у 2022. години
Десет најбољих атлетичара године на 400 метара у дворани пре првенства (18. марта 2022), имале су следећи пласман.
| 1.  | Рендолф Рос         | Сједињене Државе  | 44,88 | 12. март    |
| 2.  | Чемпион Алисон      | Сједињене Државе  | 45,04 | 26. фебруар |
| 3.  | Елија Годвин        | Сједињене Државе  | 45,38 | 11. фебруар |
| 4.  | Jenoah McKiver      | Сједињене Државе  | 45,39 | 11. фебруар |
| 5.  | Лимарвин Боневасија | Холандија         | 45,48 | 27. фебруар |
| 6.  | Рајан Вили          | Сједињене Државе  | 45,63 | 26. фебруар |
| 7.  | Kahmari Montgomery  | Сједињене Државе  | 45,72 | 19. фебруар |
| 8.  | Тревор Басит        | Сједињене Државе  | 45,75 | 27. фебруар |
| 9.  | Emmanuel Bamidele   | Нигерија          | 45,78 | 12. март    |
| 10. | Џерим Ричардс       | Тринидад и Тобаго | 45,83 | 6. фебруар  |
|     |                     |                   |       |             |
| 32. | Бошко Кијановић     | Србија            | 46,22 | 7. март     |

Такмичари чија су имена подебљана учествовали су на СП 2022.

## Квалификационе норме
| дворана | отворено |
| 46,50   | 45,00    |

## Сатница
| Датум          | Време | Коло          |
| -------------- | ----- | ------------- |
| 18. март 2022. | 11:00 | Квалификације |
| 18. март 2022. | 19:15 | Полуфинале    |
| 19. март 2022. | 20:15 | Финале        |

## Резултати

### Квалификације
Такмичење је одржано 18.марта 2022. године. У квалификацијама такмичари су били подељени у 5 група. За полуфинале су пласирана прва 2 из сваке групе {КВ} и 2 на основу постигнутог резултата {кв}.,,
| Група             | 1     | 2     | 3     | 4     | 5     |
| ----------------- | ----- | ----- | ----- | ----- | ----- |
| Почетак такмичења | 11:00 | 11:07 | 11:14 | 11:21 | 11:28 |

| Пласман | Група | Атлетичар                 | Земља                      | ЛР    | ЛРС   | Резултат    | Белешка    |
| ------- | ----- | ------------------------- | -------------------------- | ----- | ----- | ----------- | ---------- |
| 1.      | 1     | Жилијен Ватрен            | Белгија                    | 45,56 | 46,15 | 45,88       | КВ, НР, ЛР |
| 2.      | 5     | Карл Бергстром            | Шведска                    | 45,91 | 45,91 | 46,45       | КВ         |
| 3.      | 1     | Тревор Басит              | САД                        | 45,27 | 45,36 | 46,47       | КВ         |
| 4.      | 5     | Кристофер Тејлор          | Јамајка                    | 44,79 | 46,38 | 46,48       | КВ         |
| 5.      | 5     | Бруно Ортелано Роиг       | Шпанија                    | 44,69 | 46,02 | 46,49(.483) | кв         |
| 6.      | 3     | Патрик Шорм               | Чешка                      | 45,41 | 45,99 | 46,49(.485) | КВ         |
| 7.      | 3     | Бенјамин Лобо Ведел       | Данска                     | 45,85 | 45,94 | 46,58       | КВ         |
| 8.      | 4     | Маркиз Вашингтон          | САД                        | 45,24 | 46,15 | 46,66       | КВ         |
| 9.      | 2     | Џерим Ричардс             | Тринидад и Тобаго          | 45,21 | 45,83 | 46,69       | КВ         |
| 10.     | 2     | Михаил Литвин             | Казахстан                  | 45,25 | 46,26 | 46,72       | КВ         |
| 11.     | 1     | Кајетан Душински          | Пољска                     | 44,92 | 46,71 | 46,75       | кв         |
| 12.     | 3     | Патрик Шнајдер            | Немачка                    | 45,82 | 46,44 | 46,76       |            |
| 13.     | 3     | Том Вилемс                | Аустралија                 | 46,43 | 46,43 | 46,77       |            |
| 14.     | 4     | Бошко Кијановић           | Србија                     | 46,22 | 46,22 | 46,88       | КВ         |
| 15.     | 2     | Закити Нене               | Јужноафричка Република     | 45,03 | 46,58 | 46,92       |            |
| 16.     | 5     | Хавард Бентдал Ингвалдсен | Норвешка                   | 45,94 | 46,50 | 46,95       |            |
| 17.     | 1     | Исаја Бурс                | Холандија                  | 45,92 | 46,21 | 47,07       |            |
| 18.     | 4     | Павел Маслак              | Чешка                      | 44,79 | 46,70 | 47,31       |            |
| 19.     | 1     | Мазен Мутан Ал-Јасин      | Саудијска Арабија          | 45,16 | 47,05 | 47,65       |            |
| 20.     | 2     | Мануел Гихаро             | Шпанија                    | 45,98 | 46,02 | 47,74       |            |
| 21.     | 4     | Јован Стојоски            | Република Македонија       | 46,81 | 47,18 | 47,80       |            |
| 22.     | 2     | Пау Бласи                 | Андора                     | 48,69 | 48,69 | 49,82       |            |
| 23.     | 3     | Квентин Петит             | Комори                     | 49,58 |       | 51,55       | ЛРС        |
| 24.     | 5     | Malique Smith             | Америчка Девичанска Острва | 48,31 |       | 51,98       | ЛРС        |
| —       | 4     | Лукас Карваљо             | Бразил                     | 45,37 | 45,70 | Диск.       |            |

- Подебљани резултати личних рекорда означавају да је тај резултат и национални рекорд земље коју представља

### Полуфинале
Такмичење је одржано 18. марта 2022. године. У финале су се пласирала по 3 првопласираних из све три полуфиналне групе {КВ}.,,
| Група             | 1     | 2     |
| ----------------- | ----- | ----- |
| Почетак такмичења | 19:15 | 19:23 |

| Пласман | Група | Атлетичар           | Земља             | Резултат | Белешка |
| ------- | ----- | ------------------- | ----------------- | -------- | ------- |
| 1.      | 2     | Карл Бергстром      | Шведска           | 45,92    | КВ      |
| 2.      | 1     | Џерим Ричардс       | Тринидад и Тобаго | 46,15    | КВ      |
| 3.      | 2     | Тревор Басит        | САД               | 46,26    | КВ      |
| 4.      | 1     | Бенјамин Лобо Ведел | Данска            | 46,30    | КВ      |
| 5.      | 1     | Маркиз Вашингтон    | САД               | 46,36    | КВ      |
| 6.      | 1     | Жилијен Ватрен      | Белгија           | 46,54    |         |
| 7.      | 2     | Патрик Шорм         | Чешка             | 46,55    | КВ      |
| 8.      | 2     | Бруно Ортелано Роиг | Шпанија           | 46,76    |         |
| 9.      | 1     | Михаил Литвин       | Казахстан         | 46,89    |         |
| 10.     | 2     | Бошко Кијановић     | Србија            | 46,97    |         |
| 11.     | 1     | Кајетан Душински    | Пољска            | 47,21    |         |
| —       | 2     | Кристофер Тејлор    | Јамајка           | НЗ       |         |

### Финале
Финале је одржано 19. марта у 20:15.,
| Пласман | Атлетичар           | Земља             | Резултат | Белешка |
| ------- | ------------------- | ----------------- | -------- | ------- |
|         | Џерим Ричардс       | Тринидад и Тобаго | 45,00    | РСП     |
|         | Тревор Басит        | САД               | 45,05    | ЛР      |
|         | Карл Бергстром      | Шведска           | 45,33    | НР, ЛР  |
| 4.      | Бенјамин Лобо Ведел | Данска            | 45,67    | НР, ЛР  |
| 5.      | Патрик Шорм         | Чешка             | 46,81    |         |
| 6.      | Маркиз Вашингтон    | САД               | 46,85    |         |